# Mobile Suit Gundam SEED: Destiny
Mobile Suit Gundam SEED: Destiny est un jeu vidéo de combat développé et édité par Bandai en novembre 2004 sur Game Boy Advance. C'est une adaptation en jeu vidéo de la série basée sur l'anime Mobile Suit Gundam et notamment Gundam Seed Destiny,.